# اوکرویل (رود حوضه نوا)
رودخانه اوکرویل (حوضه نوا) (به انگلیسی: Okkervil River (Neva basin)) رودخانه‌ای است که در روسیه جریان دارد.